# Ковзанярський спорт на зимових Олімпійських іграх 1936 — 500 метрів (чоловіки)
Змагання з бігу на ковзанах на дистанції 500 метрів були частиною програми зимових Олімпійських ігор 1936 року у місті Гарміш-Партенкірхен в Німеччині. Змагання відбулися у вівторок, 11 лютого 1936 року. Змагалися 36 ковзанярів з 14 країн.

## Рекорди
Світові та олімпійські рекорди (у секундах) до зимових Олімпійських ігор 1936 року.
| Світовий рекорд     | 42,4 (*)  | Аллан Поттс   | Осло (NOR)        | 18 січня 1936 року  |
| Олімпійський рекорд | 43.4      | Клас Тунберг  | Санкт-Моріц (SUI) | 13 лютого 1928 року |
| Олімпійський рекорд | 43.4      | Бернт Евенсен | Санкт-Моріц (SUI) | 13 лютого 1928 року |
| Олімпійський рекорд | 43,4 (**) | Джек Ши       | Лейк-Плесід (США) | 4 лютого 1932 року  |

(*) Рекорд було встановлено на природно замороженому льоду.
(**) Цей час було встановлено у форматі зграї, коли всі учасники катаються на ковзанах одночасно.

## Результати змагання
| Місце | Ковзанярі                 | Час    |
| ----- | ------------------------- | ------ |
| 1     | Івар Баллангруд (NOR)     | 43.4   |
| 2     | Георг Крог (NOR)          | 43.5   |
| 3     | Лео Фрайзінгер (USA)      | 44.0   |
| 4     | Шозо Ісіхара (JPN)        | 44.1   |
| 5     | Делберт Лемб (USA)        | 44.2   |
| 6     | Карл Лебан (AUT)          | 44.8   |
| 6     | Аллан Поттс (USA)         | 44.8   |
| 8     | Антеро Ояла (FIN)         | 44.9   |
| 8     | Йорма Руїссало (FIN)      | 44.9   |
| 8     | Біргер Васеніус (FIN)     | 44.9   |
| 11    | Реїкічі Накамура (JPN)    | 45.0   |
| 11    | Роберт Петерсен (USA)     | 45.0   |
| 13    | Карл Вазулек (AUT)        | 45.1   |
| 14    | Альфонс Берзінс (LAT)     | 45.7   |
| 14    | Дольф ван дер Шеєр (NED)  | 45.7   |
| 16    | Яніс Андріксонс (LAT)     | 45.9   |
| 16    | Сейтоку Рі (JPN)          | 45.9   |
| 18    | Аксель Йоганссон (SWE)    | 46.1   |
| 19    | Оссі Блумквіст (FIN)      | 46.2   |
| 19    | Віллі Санднер (GER)       | 46.2   |
| 21    | Фердинанд Прейндль (AUT)  | 46.4   |
| 22    | Александер Мітт (EST)     | 46.6   |
| 22    | Куніо Нандо (JPN)         | 46.6   |
| 24    | Лу Дейкстра (NED)         | 46.7   |
| 24    | Ян Лангедік (NED)         | 46.7   |
| 24    | Густав Сланец (AUT)       | 46.7   |
| 27    | Бен Блейс (NED)           | 46.9   |
| 28    | Гайнц Самес (GER)         | 47.0   |
| 29    | Кеннет Кеннеді (AUS)      | 47.4   |
| 30    | Ярослав Турновський (TCH) | 47.8   |
| 31    | Томас Вайт (CAN)          | 49.6   |
| 32    | Олдріх Ганч (TCH)         | 49.8   |
| 33    | Джеймс Грефф (BEL)        | 54.6   |
| 34    | Гаррі Гаральдсен (NOR)    | 54.9   |
| 35    | Шарль Де Ліньє (BEL)      | 1:44.6 |
| –     | Ганс Енгестанген (NOR)    | DNF    |